# فرد دوبويس
فرد دوبويس (بالإنجليزية: Fred Dubois)‏ هو سياسي أمريكي، ولد في 29 مايو 1851 في الولايات المتحدة، وتوفي في 14 فبراير 1930 في نفس البلد. حزبياً، نشط في الحزب الجمهوري والحزب الديمقراطي. وقد انتخب عضو مجلس الشيوخ الأمريكي.